# Aigars Vītols
Pour les articles homonymes, voir Vītols.
Aigars Vītols, né le 15 février 1976, à Riga, en République socialiste soviétique de Lettonie, est un joueur letton de basket-ball. Il évolue au poste d'arrière. 